# 八百屋

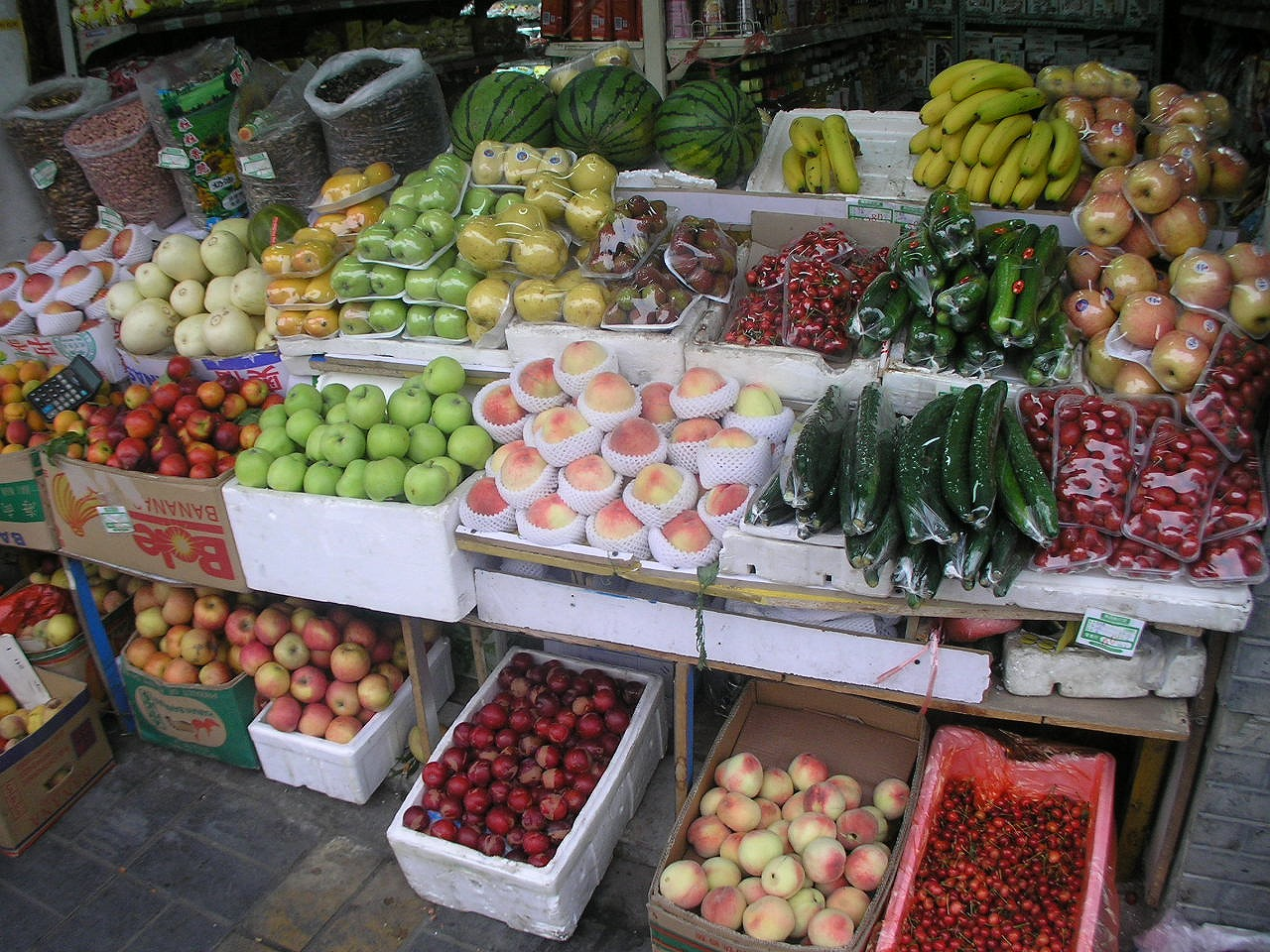
青果店（北京駅前）

八百屋（やおや）は、野菜や果物を主に販売する店の日本での呼称。「青果店」（せいかてん）とも呼ばれる。

## 概要
「八百屋」の語源に関しては諸説ある。
江戸時代には青物（野菜類の総称）を扱う「青物屋」と呼ばれており、それが「青屋（あおや）」と略され、さらに読みも「やおや」になったという説がある。
一方、17世紀頃には野菜類以外の食材も扱うようになり、「八百」は「たくさん」という意味で、数多くの物を扱うところから当てられたとする説もある

## 歴史
日本では平安時代の10世紀頃には野菜類の生産者が自ら町を売り歩いていた。
江戸時代の17世紀には野菜類は店舗で販売されるようになったが、そのころは野菜類以外の物も売られていた。しかし、18世紀には業態が分化して八百屋が扱う商品は野菜に限られるようになるとともに、都市では青物市場が形成され、八百屋もここから仕入れて小売するようになった。
第二次世界大戦後は八百屋以外でもスーパーマーケットや産地直売による野菜の販売が普及しはじめた一方、八百屋でも缶詰や瓶詰類が取り扱われるようになった。
八百屋が加盟する東京都青果物商業協同組合の組合員数を見ると、2000年の約3850人から2018年は約1620人へと減少している。同組合は、買い物客に野菜を勧めるための知識などを教える「八百屋塾」を2000年から開講している。  

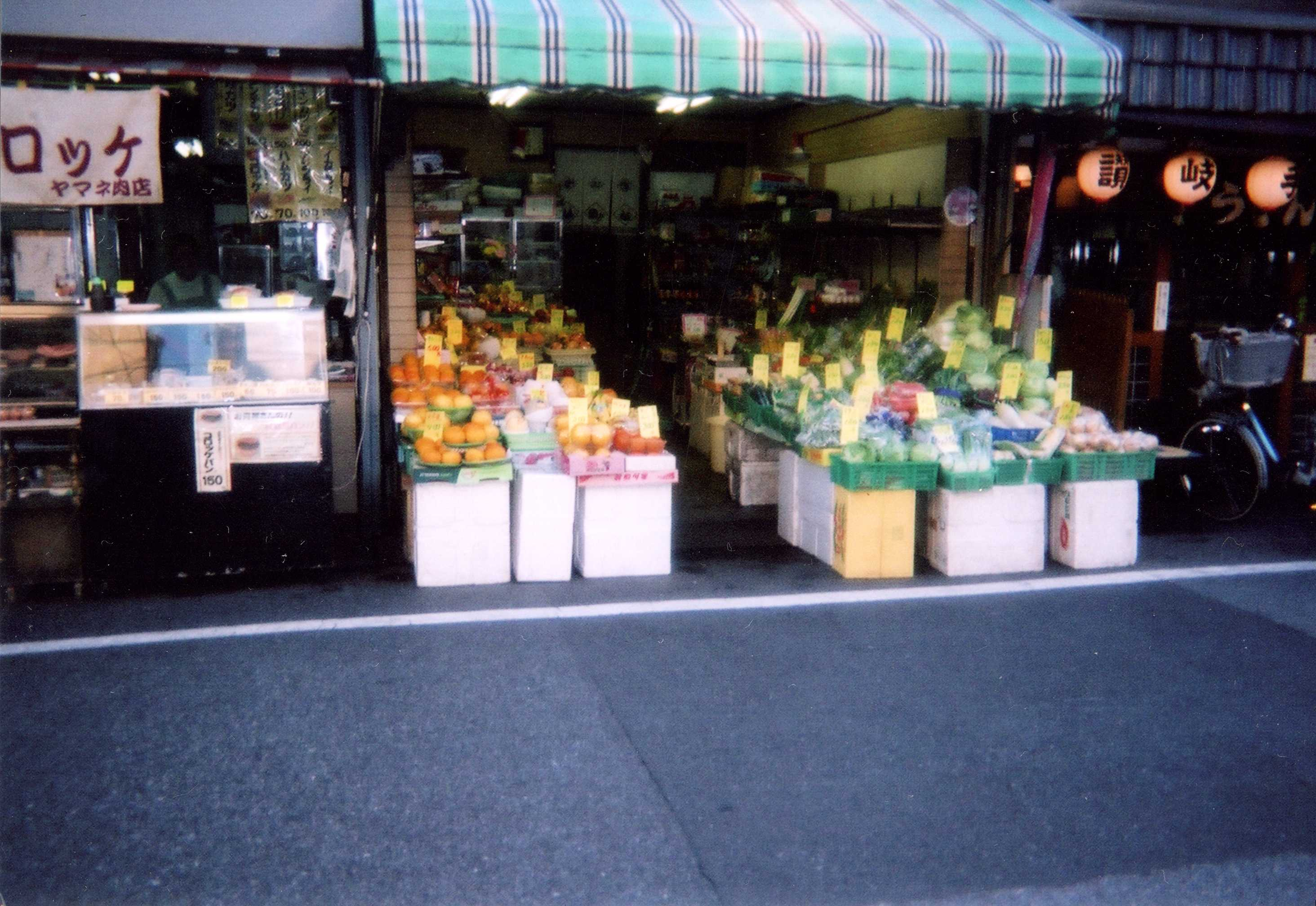
八百屋（東京）
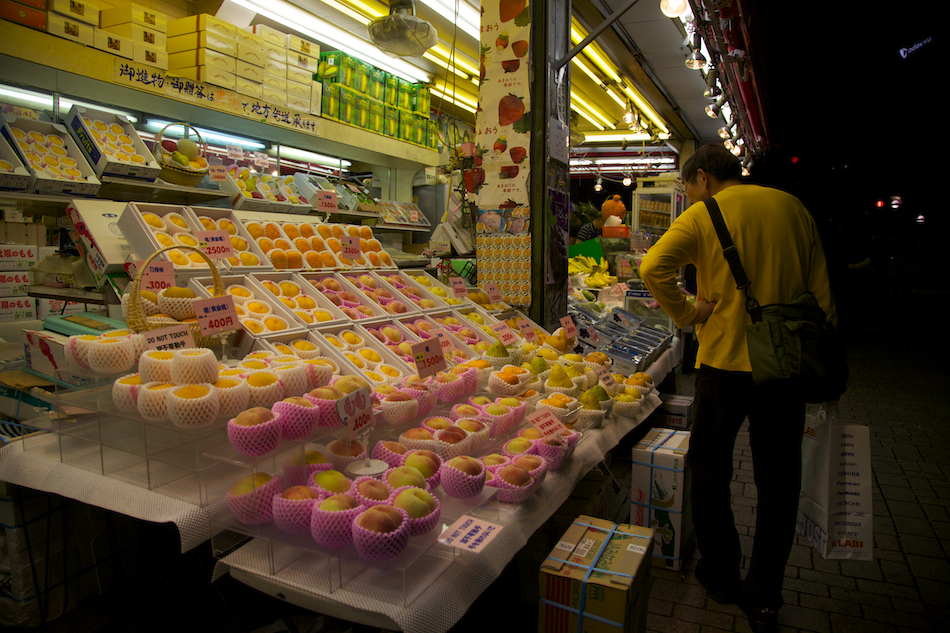
果物屋（東京）

## 転義
商業写真や舞台セットなどで被写体に角度を付けて斜めに配置したり、段差を付けること、あらいはその傾斜を付けるための台そのものを「八百屋にする」という。